# Jonny Evans
Jonathan Grant „Jonny” Evans (1988. január 3., Belfast) északír labdarúgó, hátvéd, a Manchester United kölcsönszerződési igazgatója.
Pályafutása során játszott a Manchester United, a West Bromwich Albion és a Leicester Cityben csapatában is. Evans a Greenisland FC-nél kezdte pályafutását, ott figyeltek fel rá a United megfigyelői. 2006-tól kezdve szinte minden barátságos tornán pályára lépett a Vörös Ördögöknél. Kölcsönben szerepelt a Royal Antwerpnél és a Sunderlandnél is. A Brit Birodalom Rendjének tagja (MBE).

## Pályafutása

### Manchester United

#### Első évek
Evanst a Greenisland FC-nél töltött ideje alatt fedezték fel a Manchester United játékosmegfigyelői, csakúgy, mint öccsét, Corryt és Craig Cathcartot. A United ifiakadémiájáról felkerülve 2006-ban kétszer pályára léphetett a csapat dél-afrikai túráján, majd a Celtic és a Preston North End elleni barátságos mérkőzéseken is lehetőséghez jutott. Meglepetésre az Amszterdami Tornán is játszhatott az Ajax ellen. Evans a 2006–07-es szezon első felét a United fiókcsapatánál, a Royal Antwerpnél töltötte kölcsönben Darron Gibsonhoz, Danny Simpsonhoz és Fraizer Campbellhez hasonlóan.

#### A felnőtt csapatban
Evans 2007. szeptember 26-án, a Coventry City elleni Ligakupa-meccsen mutatkozott be tétmérkőzésen a Manchester Unitedben. A találkozót 2–0 arányban a Coventry nyerte. 2007. november 7-én a Bajnokok Ligájában is pályára léphetett. Csereként állt be Gerard Piqué helyére a Dinamo Kijiv ellen. A United ezen a meccsen biztosította be a csoportból való továbbjutását. December 12-én az AS Roma elleni BL-meccsen kezdőként lépett pályára.
2008. szeptember 21-én a Premier League-ben is lehetőséget kapott, amikor a Chelsea elleni találkozón Nemanja Vidić eltiltás miatt nem játszhatott. A rangadó 1–1-es eredménnyel zárult. A 2008-as klubvilágbajnokságon két meccsen lépett pályára, a döntőben Vidić kiállítása után küldte be Sir Alex Ferguson. A 2009-es Ligakupa-döntőben is játszott.

#### Kölcsönben Belgiumban
Darron Gibson, Danny Simpson és Fraizer Campbell mellett Evans a 2006–2007-es szezont a belga Royal Antwerpnél töltötte.

#### Kölcsönök a Sunderlandnél
2006 decemberében Evans kölcsönben csatlakozott a Sunderlandhez, ahol a 2006–2007-es idény második felét töltötte Danny Simpsonnal együtt. A két játékos sokat segített a Fekete Macskáknak a Premier League-be való feljutásban, ráadásul Evans megkapta az év legjobb fiataljának járó díjat is. A Sunderland menedzsere, Roy Keane szerette volna a következő szezon egészére kölcsönvenni a védőt, de ő a Manchester Unitednél maradt, hogy megpróbáljon helyet szerezni magának a csapatban.
2008. január 4-én Evans ismét a piros-fehérekhez került kölcsönben és azonnal a kezdőbe került. Első meccsén végig a pályán maradt, de csapata 3–0-s vereséget szenvedett a Wigan Athletictől az FA-kupában. A találkozó után sokan kritizálták, mivel nagy szerepe volt a második gólban. A saját tizenhatosánál elveszítette a labdát, amit az ellenfél ki is használt.

#### Visszatérés kölcsönből Manchesterbe
A 2010–2011-es szezon elején Evans egyre gyakrabban játszott, Vidić partnere lett Rio Ferdinand sérülése következtében. 2011. március 19-én Evans egy becsúszása után megsérült Stuart Holden, a Bolton Wanderers középpályása, ami miatt 22 hónapot ki kellett hagynia. Evanst kiállították.
A 2011–2012-es szezon előtt Evans megkapta a hatos mezszámot, miután Wes Brown elhagyta a csapatot. Augusztus 14-én először viselte új számát a West Bromwich Albion ellen, a megsérült Vidić helyére állt be az 52. percben. Október 23-án kiállították a Manchester City ellen, miután felrúgta Mario Balotellit. November 30-án lépett századjára pályára a csapat színeiben, 120 percet játszva a Crystal Palace ellen a ligakupa negyeddöntőjében. 2012. március 18-án szerezte első United-gólját, a Wolverhampton Wanderers elleni 5–0-ás győzelem során.
Az előző szezon végén megsérült, így a nyár folyamán műtéten kellett átesnie. Augusztus elejéig nem tudott edzésbe állni. Október 7-én megszerezte második United-gólját, a Newcastle United ellen egy Robin van Persie-szöglet után. Október 23-án betalált az UEFA-bajnokok ligájában is, szintén egy szöglet után, kiegyenlítve a Braga ellen. Szezonja harmadik gólját 2012. november 24-én szerezte, ismét fejjel, a Queens Park Rangers ellen. 2012. december 21-én Evans szerződést hosszabbított a csapattal 2016-ig. A Newcastle ellen szerezte harmadik bajnoki gólját az évben, decemberben, Tim Krul védése után. Pillanatokkal később viszont egy öngólt szerzett.
2015. március 4-én Papiss Cissé leköpte Evanst, miután az északír védő Cissé irányába köpött. Egyiküket se büntette meg a bíró a találkozó közben, de utólag az FA igen. Evans tagadta a vádakat, kijelentve, hogy nem köpött a szenegáli labdarúgó irányába. Március 7-én hat mérkőzésre eltiltották, míg Cissét hétre.

### West Bromvich Albion

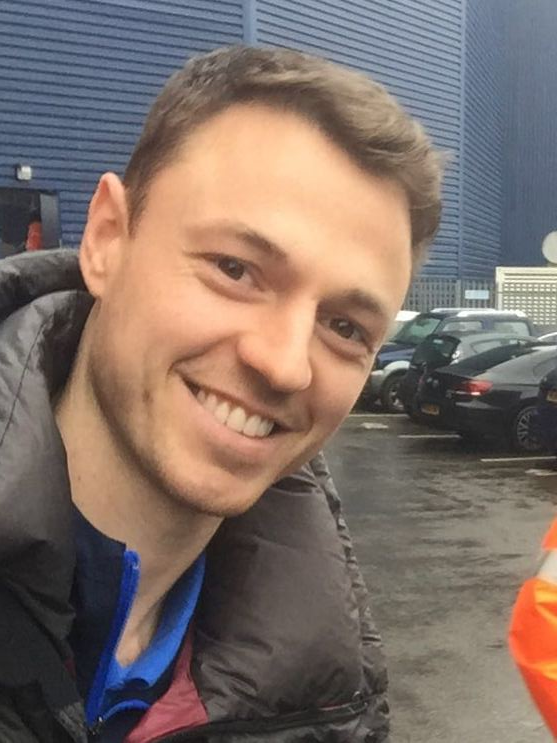
Evans 2017-ben

2015. augusztus 30-án dőlt el, hogy a West Bromwich Albionhoz igazolt és követte egykori csapattársát, Darren Fletchert. 2017 júliusában kinevezték csapatkapitánynak.

### Leicester City
2018. június 8-án a Leicester Cityhez három és fél millió fontért három évre aláírt. A 2022–2023-as szezon előtt a csapat kapitányának nevezték.

### Visszatérés Manchesterbe
2023. július 18-án a Manchester United bejelentette, hogy Evans nyolc év után visszatér a csapathoz egy rövid szerződést aláírva, hogy részt vehessen a Vörös Ördögök felkészülési mérkőzésein. 2023 szeptemberében aláírt a szezon végéig. Ugyan eleinte a 27-es mezszámmal kezdte a szezont, 2023 szeptemberében a 35-ösre váltott, amit majdnem két évtizeddel korábban a United akadémiáján viselt. 2023. szeptember 23-án, kétszázadik mérkőzésén a csapat színeiben, gólpasszt adott Bruno Fernandes góljához a Burnley elleni 1–0-ás győzelem során, azt követően, hogy egy gólt is szerzett, amit végül a videóbíró visszavont. A BBC beválasztotta a hét csapatába teljesítményéért. A United hátvédjeinek sérülései miatt a 2023–2024-es szezonban gyakran kezdőként lépett pályára a csapatban. Az évadot kupagyőztesként zárta és szerepelt is a döntőben. Ezzel a sikerrel minden fontos trófeát megnyert a United játékosaként. Szerződése lejárta után a United bejelentette, hogy még nem született döntés a megegyezés meghosszabbításáról.
2024. július 12-én végül hosszabbított a 2024–2025-ös szezonra. 2024. december 19-én megszerezte első gólját a csapat színeiben visszatérése óta. 2025. május 25-én a United bejelentette Evans távozását. Napokkal a bejelentés után Evans megosztotta, hogy visszavonul a labdarúgástól.

## A válogatottban
Annak ellenére, hogy akkor még fel sem merült a neve a Manchester United első csapatánál, Evans már 2006 szeptemberében behívót kapott az északír válogatottba. Bemutatkozó meccsén válogatottja nagy meglepetésre 3–2 arányban legyőzte Spanyolországot. 2009-ben szerezte első gólját a csapatban, egy Lengyelország elleni selejtező-mérkőzésen.
Helyet kapott a 2016-os Európa-bajnoki keretben, ami Észak-Írország első szereplése volt a tornán és az első szereplésük egy rangos nemzetközi tornán az 1986-os világbajnokság óta. A csapat elérte a nyolcaddöntőt, de az elődöntőig menetelő Wales kiejtette őket.
Második válogatott gólját a 2018-as világbajnoki selejtezők során szerezte, Csehország ellen, 2017. szeptember 4-én. Novemberben szerepelhetett a rájátszásban a csapat, Svájc ellen, az utolsó európai világbajnoki helyért. Az első mérkőzésen 1–0-ra kikaptak, egy kérdéses büntetőítélet után. A második mérkőzésen egyik csapat se szerzett gólt, így Svájc jutott ki a világbajnokságra. Evans majdnem megszerezte a győztes gólt a mérkőzésen, de Ricardo Rodríguez a vonalról menteni tudott.
Harmadik válogatott gólját Fehéroroszország ellen szerezte a 2020-as Európa-bajnokság selejtezői közben. 2022. szeptember 27-én egy Nemzetek Ligája mérkőzésen a negyedik játékos lett, aki 100. alkalommal is pályára tudott lépni az északír válogatottban.
2024. augusztus 28-án jelentette be visszavonulását, a negyedik legtöbb (107) válogatottsággal az ország történetében.

## Visszavonulása után
Közvetlenül visszavonulása után a Manchester United bejelentette, hogy Evans a csapatnál marad, és a csapat utánpótlás-labdarúgóinak felnőtt csapatba jutásával és kölcsönszerződéseivel fog foglalkozni.

## Sikerei, díjai
Sunderland
- Angol másodosztály bajnok: 2006–2007

Manchester United
- Premier League bajnok (3): 2008–2009, 2010–2011, 2012–2013
- Angol kupagyőztes: 2024
- Angol ligakupa győztes (2): 2009, 2010
- FA Community Shield (4): 2008, 2010, 2011, 2013
- UEFA-bajnokok ligája: 2007–2008
- FIFA-klubvilágbajnokság: 2008

## Statisztikái
2025. május 25-i állapot szerint frissítve.
| Klub                       | Szezon           | Bajnokság | Bajnokság | FA-kupa | FA-kupa | Angol Ligakupa | Angol Ligakupa | Nemzetközi | Nemzetközi | Egyéb | Egyéb | Összesen | Összesen |
| Klub                       | Szezon           | P.        | Gólok     | P.      | Gólok   | P.             | Gólok          | P.         | Gólok      | P.    | Gólok | P.       | Gólok    |
| -------------------------- | ---------------- | --------- | --------- | ------- | ------- | -------------- | -------------- | ---------- | ---------- | ----- | ----- | -------- | -------- |
| Royal Antwerp (kölcsönben) | 2006–07          | 11        | 2         | 3       | 0       | —              | —              | —          | —          | —     | —     | 14       | 2        |
| Royal Antwerp (kölcsönben) | Összesen         | 11        | 2         | 3       | 0       | —              | —              | —          | —          | —     | —     | 14       | 2        |
| Sunderland (kölcsönben)    | 2006–07          | 18        | 1         | 1       | 0       | 0              | 0              | —          | —          | —     | —     | 19       | 1        |
| Sunderland (kölcsönben)    | 2007–08          | 15        | 0         | 1       | 0       | 0              | 0              | —          | —          | —     | —     | 16       | 0        |
| Sunderland (kölcsönben)    | Összesen         | 33        | 1         | 2       | 0       | 0              | 0              | —          | —          | —     | —     | 35       | 1        |
| Manchester United          | 2006–07          | 0         | 0         | 0       | 0       | 0              | 0              | 0          | 0          | —     | —     | 0        | 0        |
| Manchester United          | 2007–08          | 0         | 0         | 0       | 0       | 1              | 0              | 2          | 0          | 0     | 0     | 3        | 0        |
| Manchester United          | 2008–09          | 17        | 0         | 3       | 0       | 5              | 0              | 7          | 0          | 2     | 0     | 34       | 0        |
| Manchester United          | 2009–10          | 18        | 0         | 1       | 0       | 5              | 0              | 3          | 0          | 1     | 0     | 28       | 0        |
| Manchester United          | 2010–11          | 13        | 0         | 2       | 0       | 2              | 0              | 3          | 0          | 1     | 0     | 21       | 0        |
| Manchester United          | 2011–12          | 29        | 1         | 1       | 0       | 1              | 0              | 8          | 0          | 1     | 0     | 40       | 1        |
| Manchester United          | 2012–13          | 23        | 3         | 2       | 0       | 0              | 0              | 5          | 1          | —     | —     | 30       | 4        |
| Manchester United          | 2013–14          | 17        | 0         | 1       | 0       | 4              | 1              | 3          | 1          | 0     | 0     | 25       | 2        |
| Manchester United          | 2014–15          | 14        | 0         | 2       | 0       | 1              | 0              | —          | —          | —     | —     | 17       | 0        |
| Manchester United          | Összesen         | 131       | 4         | 12      | 0       | 19             | 1              | 31         | 2          | 5     | 0     | 198      | 7        |
| West Bromwich Albion       | 2015–16          | 30        | 1         | 4       | 0       | 0              | 0              | —          | —          | —     | —     | 34       | 1        |
| West Bromwich Albion       | 2016–17          | 31        | 2         | 0       | 0       | 0              | 0              | —          | —          | —     | —     | 31       | 2        |
| West Bromwich Albion       | 2017–18          | 28        | 2         | 1       | 0       | 1              | 0              | —          | —          | —     | —     | 30       | 2        |
| West Bromwich Albion       | Összesen         | 89        | 5         | 5       | 0       | 1              | 0              | —          | —          | —     | —     | 95       | 5        |
| Leicester City             | 2018–19          | 24        | 1         | 1       | 0       | 3              | 0              | —          | —          | —     | —     | 28       | 1        |
| Leicester City             | 2019–20          | 38        | 1         | 2       | 0       | 6              | 1              | —          | —          | —     | —     | 46       | 2        |
| Leicester City             | 2020–21          | 28        | 2         | 4       | 0       | 0              | 0              | 5          | 0          | —     | —     | 37       | 2        |
| Leicester City             | 2021–22          | 18        | 1         | 0       | 0       | 1              | 0              | 8          | 1          | 0     | 0     | 27       | 2        |
| Leicester City             | 2022–23          | 13        | 0         | 0       | 0       | 1              | 0              | —          | —          | —     | —     | 14       | 0        |
| Leicester City             | Összesen         | 121       | 5         | 7       | 0       | 12             | 1              | 13         | 1          | 0     | 0     | 152      | 7        |
| Manchester United          | 2023–24          | 23        | 0         | 4       | 0       | 1              | 0              | 2          | 0          | —     | —     | 30       | 0        |
| Manchester United          | 2024–25          | 7         | 0         | 0       | 0       | 3              | 1              | 2          | 0          | 1     | 0     | 13       | 1        |
| Manchester United          | Összesen         | 30        | 0         | 4       | 0       | 4              | 1              | 4          | 0          | 1     | 0     | 43       | 1        |
| Karrier összesen           | Karrier összesen | 415       | 17        | 34      | 0       | 35             | 3              | 48         | 3          | 6     | 0     | 538      | 23       |

### A válogatottban
2024. június 8-án frissítve.
| Észak-Írország | Észak-Írország  | Észak-Írország |
| Év             | Pályára lépések | Gólok          |
| -------------- | --------------- | -------------- |
| 2006           | 3               | 0              |
| 2007           | 5               | 0              |
| 2008           | 7               | 0              |
| 2009           | 5               | 1              |
| 2010           | 5               | 0              |
| 2011           | 4               | 0              |
| 2012           | 3               | 0              |
| 2013           | 6               | 0              |
| 2014           | 0               | 0              |
| 2015           | 7               | 0              |
| 2016           | 13              | 0              |
| 2017           | 9               | 1              |
| 2018           | 9               | 0              |
| 2019           | 8               | 2              |
| 2020           | 5               | 0              |
| 2021           | 4               | 0              |
| 2022           | 7               | 1              |
| 2023           | 6               | 1              |
| 2024           | 1               | 0              |
| Összesen       | 107             | 6              |

### Góljai a válogatottban
| # | Dátum               | Helyszín                              | Ellenfél         | Gól | Eredmény | Verseny                            |
| - | ------------------- | ------------------------------------- | ---------------- | --- | -------- | ---------------------------------- |
| 1 | 2009. március 28.   | Windsor Park, Belfast, Észak-Írország | Lengyelország    | 2–1 | 3–2      | 2010-es világbajnokság-selejtező   |
| 2 | 2017. szeptember 4. | Windsor Park, Belfast, Észak-Írország | Csehország       | 1–0 | 2–0      | 2018-as világbajnokság-selejtező   |
| 3 | 2019. március 24.   | Windsor Park, Belfast, Észak-Írország | Fehéroroszország | 1–0 | 2–1      | 2020-as Európa-bajnokság-selejtező |
| 4 | 2019. október 14.   | Stadion Letná, Prága, Csehország      | Csehország       | 2–0 | 3–2      | Barátságos                         |
| 5 | 2022. június 12.    | Windsor Park, Belfast, Észak-Írország | Ciprus           | 2–2 | 2–2      | 2022–2023-as Nemzetek Ligája       |
| 6 | 2023. szeptember 7. | Stožice Stadion, Ljubljana, Szlovénia | Szlovénia        | 3–2 | 4–2      | 2024-es Európa-bajnokság-selejtező |

## Személyes információk
Evans 17 éves öccse, Corry a Manchester United ifiakadémiájának tagja, ő középpályásként játszik.
Evans a Belfasti Középiskolába járt, majd, mikor a Manchester Unitedhez igazolt, az Ashton-on-Mersey középiskola tanulója lett. Kilenc tárgyból tett vizsgát, mindegyikből kiváló eredménnyel.
2007. december 19-én a BBC News Online-on megjelent hírek szerint Evanst nemi erőszak vádjával őrizetbe vették. 2008. március 8-án minden vádat ejtettek ellene.

## Külső hivatkozások
- Jonny Evans (angol nyelven). worldfootball.net
- Jonny Evans (angol nyelven). fifa.com. [2018. június 12-i dátummal az eredetiből archiválva]. (Hozzáférés: 2018. június 8.)
- Jonny Evans (angol nyelven). uefa.com